# Scream (film, 2022)
Scream (även känd som Scream 5) är en amerikansk skräckfilm från 2022 och är den femte filmen i Scream-serien. Den är regisserad av Matt Bettinelli-Olpin och Tyler Gillett, med manus skrivet av James Vanderbilt och Guy Busick.
Det är den första Scream-filmen som inte är regisserad av Wes Craven.
Filmen hade biopremiär i Sverige 14 januari 2022, utgiven av SF Studios. Filmen har blivit förhållandevis väl mottagen med snittbetyget 6,5 av 10 baserat på 70 000 recensioner på IMDb. Den har hyllats som en av de bästa uppföljarna samt som en film som hedrar Wes Cravens arv. Skådespelarnas insats har fått särskilt beröm, och likaså filmskaparna och manuset.
En sjätte film, Scream VI, hade premiär den 10 mars 2023.

## Handling
Det har gått 25 år efter staden Woodsboro drabbades av en rad brutala mord. En ny mördare dyker upp med Ghostface-masken och har siktat in sig på en grupp ungdomar, där framförallt systrarna Samantha och Tara verkar ha någon slags koppling till de ursprungliga Woodsboro-morden 1996. Dewey, Gale och Sidney som nu lever vitt skilda liv i olika städer måste åter rycka in för att hjälpa ungdomarna att sätta stopp för mördaren.

## Rollista (i urval)
| - Melissa Barrera – Sam Carpenter - Mason Gooding – Chad Meeks-Martin - Jenna Ortega – Tara Carpenter - Jack Quaid – Richie Kirsch - Marley Shelton – Judy Hicks - Courteney Cox – Gale Weathers - David Arquette – Dewey Riley | - Neve Campbell – Sidney Prescott - Dylan Minnette – Wes Hicks - Jasmin Savoy Brown – Mindy Meeks-Martin - Kyle Gallner – Vince Schneider - Sonia Ben Ammar – Liv McKenzie - Mikey Madison – Amber Freeman - Roger L. Jackson – röst till Ghostface |